# Улица сувенира у Нишу
Улица сувенира у Нишу јесте посебна занатско-туристичка целина намењена продаји оригиналних производа домаћих занатлија, као и сувенире од дрвета, керамике и текстила.

## Положај
Улица сувенира се налази на Кеју Кола српских сестара, на левој обали  Нишаве, недалеко од тврђавског моста и Трга краља Милана, у строгом центру града у градској општини Медијана. 

## Опште информације
Улица је основана 2023. године на предлог  Града Ниша и Туристичке организације Ниша са намером  да  многобројним туристима Ниша представи и понуди богато културно наслеђе овог дела Србије, а локалним занатлијама и уметницима створи простор за продају њихових рукотворина.
Нишки занатлије и продавци у типски изграђеним објектима од дрвета, излажу и продају разне  сувенире од дрвета, керамике и текстила. Шарене шалове, магнете, привеске за кључеве, народну ношњу, уметничке слике и друге рукотворине са мотивима града Ниша и Србије.  
Посебну  драж улици дају бројни продавци који у овој улици док чекају купце настављају са радом. Сваки тренутак они користи за стварање новог, јединственог и непоновљивог ручно рађеног предмета. Дружељубиви су и увек спремни за разговор, а сваки сувенир има посебну причу.
У овој улици сувенире подједнако купују и странци, али и домаћи посетиоци улице.